# Ancylocera spinula
Ancylocera spinula là một loài bọ cánh cứng trong họ Cerambycidae.